# Алвиняно
Алвиня̀но (на италиански: Alvignano) е градче и община в Южна Италия, провинция Казерта, регион Кампания. Разположено е на 132 m надморска височина. Населението на общината е 5011 души (към 2010 г.).